# La Arriera
La Arriera (internationaler englischsprachiger Titel The Muleteer) ist ein Filmdrama von Isabel Cristina Fregoso. Der Film feierte im Juni 2024 beim Festival Internacional de Cine en Guadalajara seine Premiere.

## Handlung
Im mexikanischen Bundesstaat Jalisco in den 1930er Jahren. Emilia flieht von der Farm, auf der sie mit ihrer Familie lebt. Das Mädchen macht sich mit seinem Pferd durch die Berge der Sierra Madre und gibt sich als Maultiertreiberin aus. Emilia versucht, ihren Vater zu finden.

## Produktion

### Regie und Drehbuch
Regie führte Isabel Cristina Fregoso, die gemeinsam mit Alfonso Suárez auch das Drehbuch schrieb. Es handelt sich bei La Arriera um Fregosos ersten Spielfilm und zweiten Langfilm nach dem Dokumentarfilm El aliento de Dios aus dem Jahr 2008.

### Besetzung und Dreharbeiten

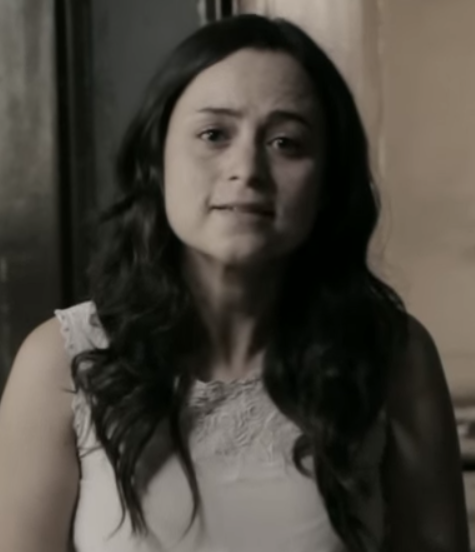
Damayanti Quintanar spielt Nicolasa

Andrea Aldana, die in der Rolle von Emilia zu sehen ist, spielte bereits in El sapo de cristal von Luis Alejandro Lemus und Martinez von Lorena Padilla in Nebenrollen. Luis Vegas und Ale Cosío spielen Martín und Caro, denen Emilia auf ihrer Reise begegnet. In weiteren Rollen sind Damayanti Quintanar als Nicolasa, Mayra Batalla als Inés, Waldo Facco als Secundino, Christian Ramos als Jesús, Sasha González als María und Guadalupe Gutiérrez als Laidita zu sehen.
Als Kamerafrau fungierte María Sarasvati Herrera.

### Veröffentlichung
Die Premiere des Films fand am 13. Juni 2024 beim Festival Internacional de Cine en Guadalajara statt. Im Oktober 2024 wurde er beim OUTshine LGBTQ+ Film Festival gezeigt und Anfang November 2024 beim GuadaLAjara Film Festival. Ende März 2025 wird La Arriera beim London LGBTQIA+ Film Festival vorgestellt.

## Auszeichnungen
Festival Internacional de Cine en Guadalajara 2024
- Nominierung für den Premio Maguey (Isabel Cristina Fregoso)
- Nominierung für den Premio Mezcal (Isabel Cristina Fregoso)
- Auszeichnung für die Beste Regie (Isabel Cristina Fregoso)
- Auszeichnung für die Beste Kamera (María Sarasvati Herrera)[1][3][7]